# Липовка (Ардатовский район)
Ли́повка — село в Ардатовском районе Нижегородской области. Входит в состав Личадеевского сельсовета.

## Этимология
Происходит от дерева породы дерева, произраставшего в окрестностях.

## Географическое положение
Село Липовка находится на юго-западе Нижегородской области России, на автомобильной дороге Арзамас — Саконы, на правом берегу реки Тёши. Административный центр муниципального округа Ардатов находится в 17 км к юго-западу от Липовки. Село соединено шоссейными дорогами на западе с селом Саконы (расстояние 4 км) и на востоке с деревней Новой Лазаревкой (2 км), а также просёлочными дорогами на севере — с покинутой деревней Помелихой (8 км) и на юге — с покинутым селом Нучарово (5 км). Высота над уровнем моря около 119 метров.
Село Липовка, как и вся Нижегородская область, находится в часовой зоне МСК (московское время). Смещение применяемого времени относительно UTC составляет +3:00.

## Административная принадлежность
Село Липовка входит в состав Личадеевского сельсовета Ардатовского муниципального округа Нижегородской области Российской Федерации.

## Климат
Село находится в зоне умеренно-континентального климата, который характеризуется холодной продолжительной зимой и тёплым, но достаточно коротким летом. За год выпадает в среднем 450—550 мм осадков, из них 68 % — в виде дождя и 32 % — в виде снега. Среднегодовая относительная влажность воздуха — 76 %. Снежный покров достигает 50 см, а в особо снежные зимы может достигать одного метра и более.
Весна приходит резко, обычно к середине апреля, при этом вплоть до середины мая нередки заморозки. Лето сравнительно короткое и достаточно жаркое — в отдельные годы температура может достигать 36 °C. Шапка лета приходится на июль. В конце весны и лета нередки грозы — их может случаться до 20 за год, почти каждый год выпадает град. Осень приходит в сентябре и стоит до начала ноября, но уже в сентябре нередки заморозки. Зима наступает в начале ноября и продолжается до середины марта. Обычно первый снег выпадает в октябре и держится в течение пяти месяцев, сходит к 10—15 апреля. Почва промерзает на глубину 70—90 см.
Вегетационный период составляет 189 дней, продолжительность безморозного периода — 137 дней.

## Население
| Численность населения | Численность населения | Численность населения | Численность населения | Численность населения | Численность населения | Численность населения | Численность населения | Численность населения | Численность населения |
| 1751                  | 1859                  | 1897                  | 1916                  | 1978                  | 1992                  | 1999                  | 2002                  | 2010                  | 2021                  |
| --------------------- | --------------------- | --------------------- | --------------------- | --------------------- | --------------------- | --------------------- | --------------------- | --------------------- | --------------------- |
| 848                   | ↗1140                 | ↗1296                 | ↗1391                 | ↘1037                 | ↘732                  | ↘613                  | ↘532                  | ↘328                  | ↘108                  |

## Инфраструктура
В селе восемь улиц: Заводская, Зелёная, Кооперативная, Луговая, Песочная, Северная, Трудовая и Центральная.